# مارس 1M

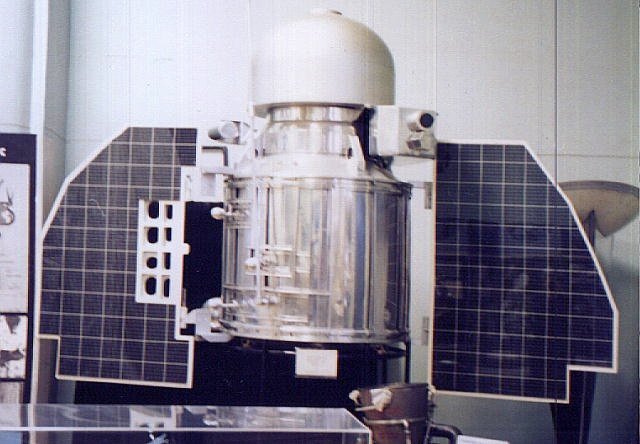
المركبة الفضائية مارس 1 إم

مارس 1 إم (بالإنجليزية: Mars 1M)‏ سلسة من مركبتين فضائيتين غير مأهولتين استخدمتا في البعثات السوفيتية الأولى لاستكشاف المريخ. وكانت أولى بعثات برنامج مارس.